# Asociația pentru Relații Comunitare
Asociația pentru Relații Comunitare (abreviat ARC) este o organizație non-guvernamentală din România, dedicată promovării filantropiei și dezvoltării comunitare.
Înființată cu scopul de a consolida sectorul non-profit și de a stimula implicarea civică, ARC joacă un rol important în crearea de legături între sector și autoritățile locale, între ONG-uri, beneficiari și potențiali donatori, cât și între resursele disponibile și nevoile comunităților locale.

## Înființare
Organizația a fost înființată în 2001, având sediul central în orașul Cluj-Napoca, din România. 
ARC desfășoară o gamă largă de activități, inclusiv acordarea de granturi, organizarea de evenimente de fundraising, traininguri și ateliere pentru organizațiile non-profit și liderii comunitari. Prin aceste inițiative, ARC contribuie semnificativ la dezvoltarea capacităților sectorului non-profit și la creșterea implicării civice în România.
De exemplu, prin proiecte ca Școala de Fundraising și picdebine.ro,  ARC îndrumă organizațiile din țară cum să facă atragere de fonduri de impact pentru cauzele lor. 

## Obiectivele ARC
ARC are misiunea de a dezvolta și de a crește capacitatea în strângerea de fonduri pentru sectorul neguvernamental din România, în mod eficient și transparent. Astfel, desfășoară o serie de programe de fundraising menite să sprijine organizațiile non-profit în atragerea de fonduri și dezvoltarea capacităților lor de a derula campanii eficiente.
Câteva din programele prin care ARC contribuie la dezvoltarea fundraisingului din România sunt Conferința Națională de Fundraising, Masterclass-urile, Școala de Fundraising și cursurile de comunicare și strângere de fonduri, toate având scopul de a oferi cunoștințe, strategii și suport practic organizațiilor.

## Mecanisme de donație prin SMS și debit direct
Picdebine (anterior, din 2012 și până în 2024, donatie.ro) este platforma prin care Asociația pentru Relații Comunitare sprijină organizațiile neguvernamentale din România să strângă fonduri într-o manieră ușoară și transparentă, prin oferirea unui număr scurt de SMS sau prin debit direct.
ARC este veriga de legătură dintre operatorii de telefonie mobilă, bănci și organizațiile non-profit, asigurând due diligence în privința organizațiilor care au acces la aceste mecanisme de strângere de fonduri.
Din 2012 până în 2024, prin SMS s-au strâns pentru cauzele de pe platformă peste 88 de milioane euro, din peste 30 de milioane de donații one-time sau recurente. În 2025, aproape 600.000 de oameni (dacă se echivalează un număr de telefon cu o persoană) donează lunar prin SMS. În 2025, organizațiile au la dispoziție SMS-uri de donație în valoare de 2 euro, 4 euro, 5 euro sau 10 euro lunar.
Prin debit direct, s-au donat până în 2025 peste 22 milioane euro, din aproximativ 4 milioane de donații. Donația medie este de 25,9 lei, de la 77.000 de donatori activi. În noiembrie 2024, donatie.ro a devenit picdebine.

## Conferința Națională de Fundraising
Conferința Națională de Fundraising (CNF) este singurul eveniment dedicat strângerii de fonduri din România. ARC organizează edițiile CNF încă din 2004.
Organizația răspândește anual metode inovative de atragere de fonduri, prezentând exemple concrete și studii de caz. Această conferință este un punct de întâlnire pentru profesioniștii din domeniu, oferindu-le oportunitatea de a învăța din experiențele altora și de a descoperi noi strategii de fundraising din comunicare, digital și donor care.

## Masterclass-urile ARC
Acestea sunt sesiuni de aprofundare a informației, tot ca parte a Conferinței Naționale de Fundraising, axate pe practică și exerciții. La fiecare ediție, ARC propune subiecte cheie, la care invită speakeri pe unii dintre cei mai buni practicieni în fundraising din lume, cum au fost Mike Johnston, Alan Clayton, Paul de Gregorio și Bernard Ross, de exemplu, în edițiile din anii trecuți.